# Лучук Дмитро Дмитрович
Дмитро Дмитрович Лучу́к (25 вересня 1928, Рожнів — 2 лютого 2012, Косів) — український майстер художнього оброблення дерева та шкіри; член Спілки радянських художників України з 1960 року. Батько майстрів Євгена та Романа Лучуків.

## Біографія
Народився 25 вересня 1928 року в селі Рожневі (нині Косівський район Івано-Франківської області, Україна). 1951 року закінчив Косівське училище прикладного мистецтва, де навчався у Володимира Гуза, Євгена Сагайдачного. Продовжив навчання у Львівському інституті прикладного та декоративного мистецтва, проте 1952 року залишив його через скрутне матеріальне становище.
З 1952 року працював у Косові різьбярем експериментального цеху фабрики «Гуцульщина» та на художньо-виробничому комбінаті, де з 1964 року очолював цех різьбярів і кераміків, а протягом 1976—1993 років очолював організований ним цех творчих робіт і спецзамовлень: виконував високохудожні твори на замовлення.
Мешкав у Косові в будинку на вулиці Леніна, № 182, у будинку на вулиці Підгірській, № 5-А та у будинку на вулиці Дружби, № 5. Помер у Косові 2 лютого 2012 року.

## Творчість
Працював у галузі декоративного мистецтва (різьблення по дереву, інкрустація). Виготовляв альбоми, футляри для книг, шкатулки, рахви, баклаги, вази, таці, декоративні тарілки (з барельєфними портретами Тараса Шевченка, Максима Горького, Івана Франка, Богдана Хмельницького, 1960-ті; з силуетом Володимира Леніна в обрамленні орнаменту, 1967), шкіряні постоли, пояси, сумки.
Разом із бригадою майстрів створював інтер'єри:
- ресторану «Гуцульщина» у Яремче (1960-ті);
- Будинків відпочинку працівників газової промисловості у селі Гуті Івано-Франківської області (1980-ті);
- Будинків відпочинку працівників Міністерства внутрішніх справ України у місті Кременці (1980-ті).

Брав участь у республіканських виставках з 1954 року, всесоюзних та зарубіжних — з 1957 року; у конкурсах кращих виробів «Укрхудожпромспілки». Його роботи експонували у Парижі у 1957 році, Брюсселіу 1958 році, Нью-Йорку у 1959 році, Дамаску у 1962 році.
Окремі твори майстра зберігаються в Національному музеї українського народного декоративного мистецтва в Києві, у Національному музеї народного мистецтва Гуцульщини та Покуття імені Йосафата Кобринського у Коломиї (11 робіт).